# Silvio Giobellina
 Silvio Giobellina (ur. 28 lutego 1954 w Leysin) – szwajcarski bobsleista (pilot boba). Brązowy medalista olimpijski z Sarajewa.
Zawody w 1984 były jego jedynymi igrzyskami olimpijskimi. Po medal sięgnął w czwórkach. Osadę tworzyli także Heinz Stettler, Urs Salzmann i Rico Freiermuth. Był także złotym (1982) i brązowym (1985) medalistą mistrzostw świata.